# Per Voigt
Per Roger Voigt (* 12. Februar 1931 in Oslo; † 23. Februar 2022 in Bærum) war ein norwegischer Eishockeyspieler.

## Werdegang
Per Voigt begann 1947 bei IL Templar mit dem Eishockey und wechselte 1951 zum IK Tigrene. Dort war er über viele Jahre aktiv und gewann mit dem Klub 1957 und 1961 die norwegische Meisterschaft. 1969 fusionierte der Klub mit der IF Frisk, ehe Voigt 1970 seine Karriere beendete.
Für die norwegische Nationalmannschaft bestritt Voigt 37 Länderspiele und nahm an den Olympischen Winterspielen 1952 in Oslo teil. Zudem gehörte er bei den Weltmeisterschaften 1949, 1950, 1951, 1954, 1958 und 1962 zum norwegischen Kader, wobei er 1951 die Bronzemedaille in der Europameisterschaftswertung gewann.
Sein Sohn Marius war ebenfalls Eishockeyspieler und nahm an den Olympischen Winterspielen 1988 teil.